# Louis Marcoussis
Louis Marcoussis, förfranskning av hans polska tilltals- och familjenamn Ludwik (Kazimierz Władysław) Markus, född 14 november 1878 i Warszawa i Kejsardömet Ryssland, död 22 oktober 1941 i Cusset i Frankrike, var en polsk-fransk bildkonstnär som räknas till kubismen och den moderna Parisskolan som målare och grafiker.

## Biografi
Efter kortare juridikstudier i födelsestaden flyttade den unge Ludwik 1901 till Kraków som då tillhörde Österrike-Ungern. Där började han på Konsthögskolan och hade lärare som Jan Stanislawski (1860-1907) och Jozev Mehoffer (1869-1946). Till Frankrike och Paris kom han 1903. Där studerade han en kort period vid Académie Julian för Jules Lefebvre. Under signaturen "Markous" kunde han så småningom tjäna sitt levebröd genom skämtteckningar och karikatyrer för veckopress och tidskrifter som Le Sourire, La Vie parisienne och L’Assiette au beurre.  
Den 27-årige konstnären debuterade på den stora samlingsutställningen Salon d'Automne 1905, där han deltog med en postimpressionistisk landskapsmålning och två torrnålsgravyrer. Året efter medverkade han på Salon des indépendants första gången. Från omkring 1910 ägnade han sig åt syntetisk kubism i formstränga, dekorativa kompositioner med väl avvägda intensiva färger. Han var till exempel en del av den kubistiska Groupe de Puteaux på deras egen Salon de la Section d'Or 1912. Det året förfranskade han även sitt namn.
1913 gifte sig Louis Marcoussis med det 18-åriga konstnärsämnet Alicja Halicka (1895–1974) som kommit från Kraków till Paris året innan. 
De fick tillsammans dottern Madeleine 1922.
Under första världskriget var Frankrike och Kejsardömet Ryssland allierade. En exilrysk polack som Marcoussis kunde därför tjänstgöra i polska förband inom den franska armén, vilket han gjorde, från Compagnie de Bayonne 1914 till den armé som 1919 förflyttades till det nybildade Polen för att ingå i landets väpnade styrkor.
1921 deltog han i en samlingsutställning på galleriet Der Sturm i Berlin tillsammans med bland andra Paul Klee, Marc Chagall och Albert Gleizes. Det dröjde till 1925 innan hans första separatutställning ägde rum.
Vid sidan av sitt måleri arbetade han även som grafiker och illustratör. Han gjorde till exempel tre etsningar till originalutgåvan av Tristan Tzaras diktsamling Indicateur des chemins de cœur (1928), 10 etsningar till en nyutgåva 1931 av Gérard de Nervals roman Aurélia och en mängd akvareller från åren 1919–1931 tillsammans med en serie etsningar till en nyutgåva 1934 av Guillaume Apollinaires diktsamling Alcools. Ett tidigare opublicerat grafiskt författarporträtt skulle användas postumt som frontespis till Paul Éluards diktsamling Lingères légères (1945). 
Från 1933 undervisade Marcoussis i grafisk teknik vid Académie Schlaefer i Paris. 1934-1935 bodde han några månader i USA i samband med separatutställningar av hans grafiska arbeten i Chicago och New York. I slutet av 1930-talet samarbetade han med den spanske surrealisten Joan Miró och lärde honom etsningstekniker. 
När tyska trupper invaderade Frankrike 1940 flydde Marcoussis från Paris till den lilla kommunen Cusset, där han avled året efter. Han är begravd på kyrkogården där, tillsammans med hustrun Alicja (som jordfästes 1975).

## Utgivna grafikmappar
- 10 eaux-fortes pour Aurélia de Gérard de Nerval (Paris: Éditions Fourcade, 1931)
- Eaux-fortes théâtrales pour monsieur G... (Paris: Éditions de la Montagne, 1933)[12]

## Galleri

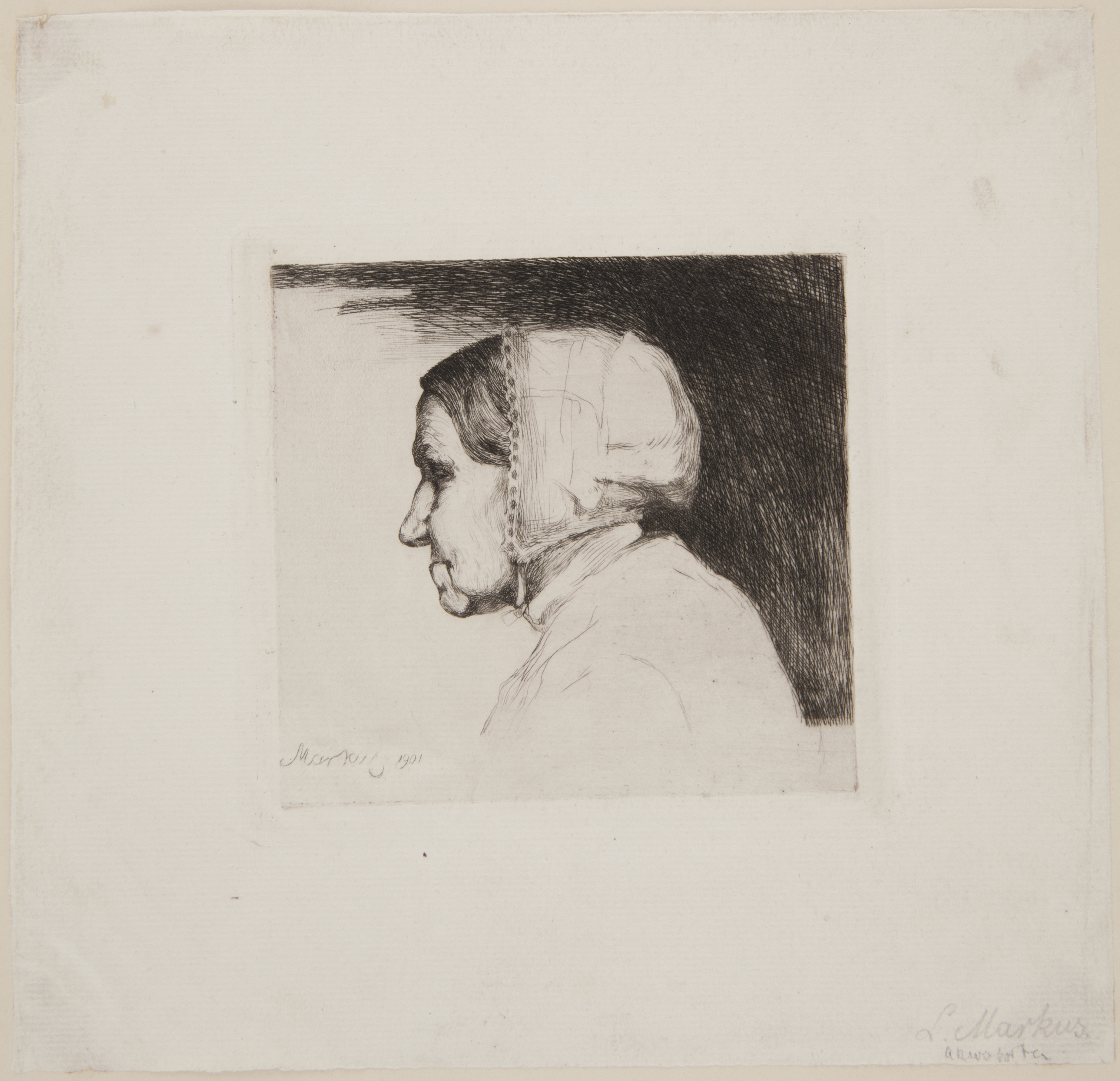
Głowa staruszki w czepku / Gumma med hätta (1901), etsning.
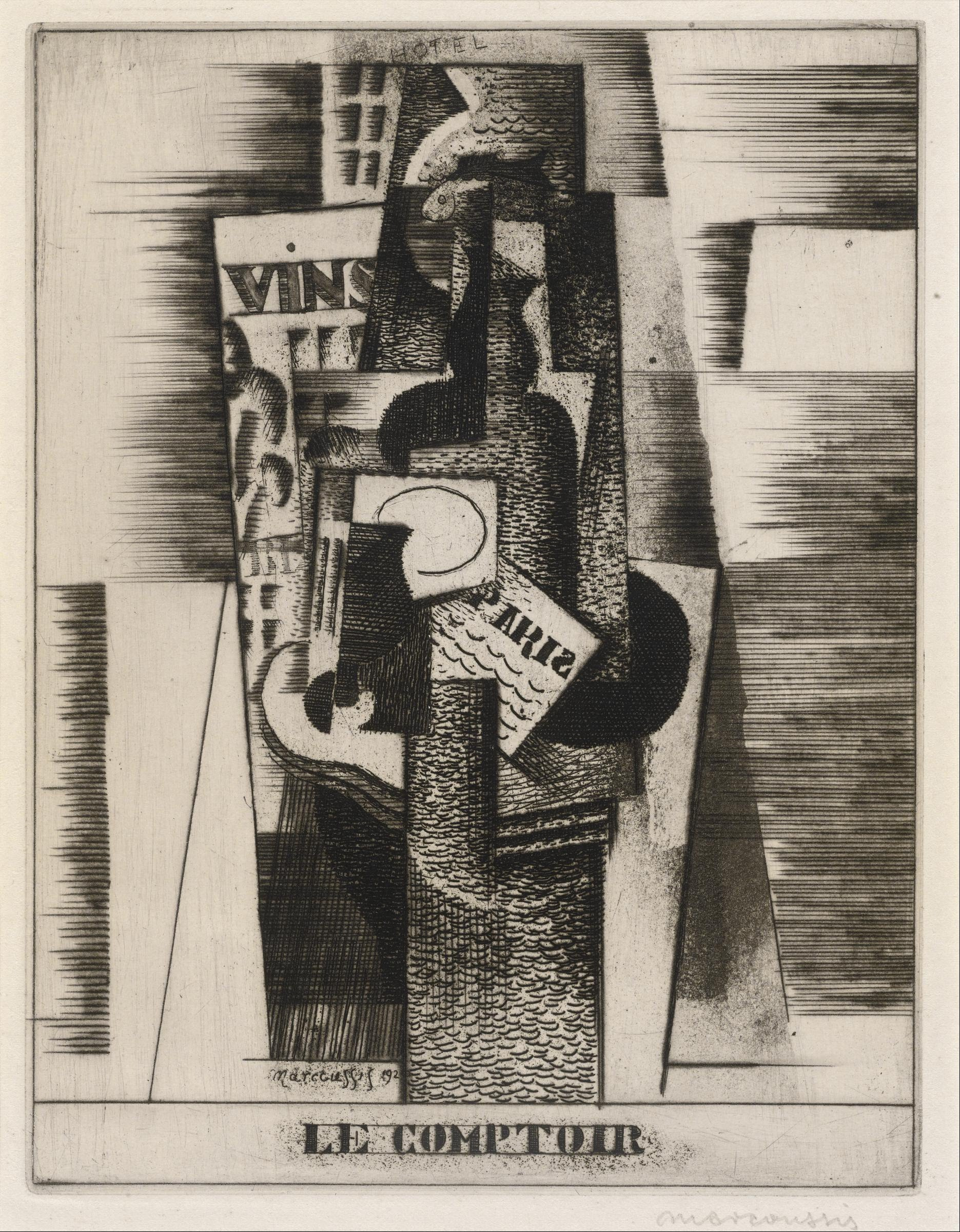
Le Comptoir (1921), etsning, akvatint och torrnålsgravyr med brunt bläck på japanpapper, 19,5 x 14,9 cm.
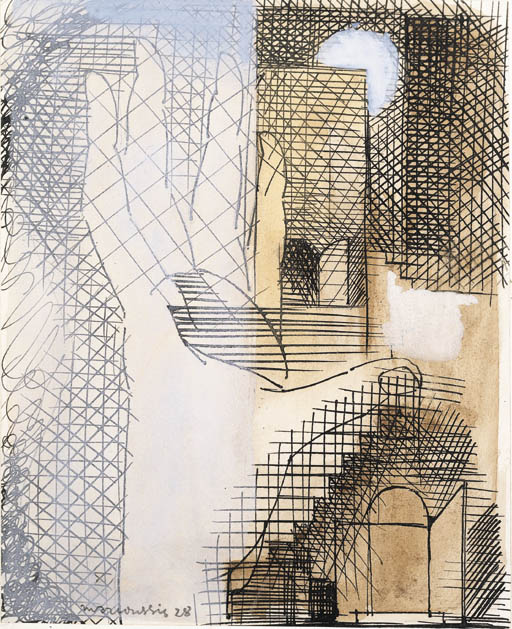
Construction à la main (1928), blyerts, svart bläck och vattenfärg, 15.9 x 12.7 cm.
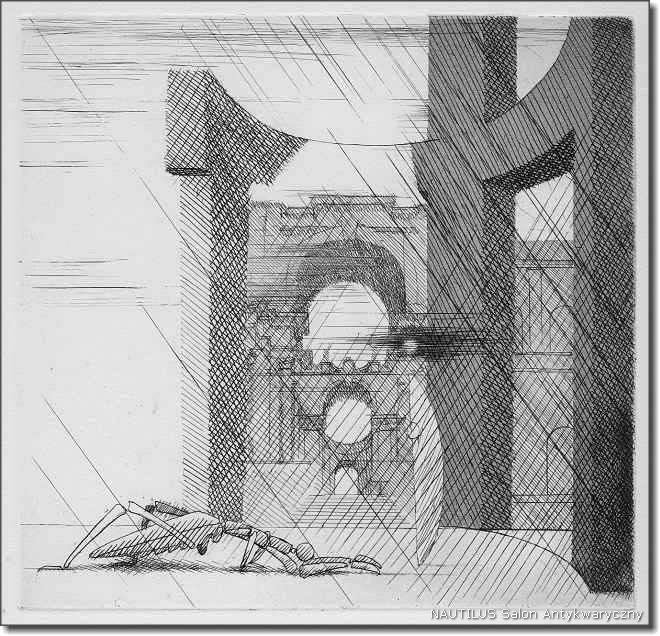
La Prière (1933), etsning, 17,2 x 18,3 cm. Ur portfolion "Eaux-fortes théâtrales pour monsieur G..."
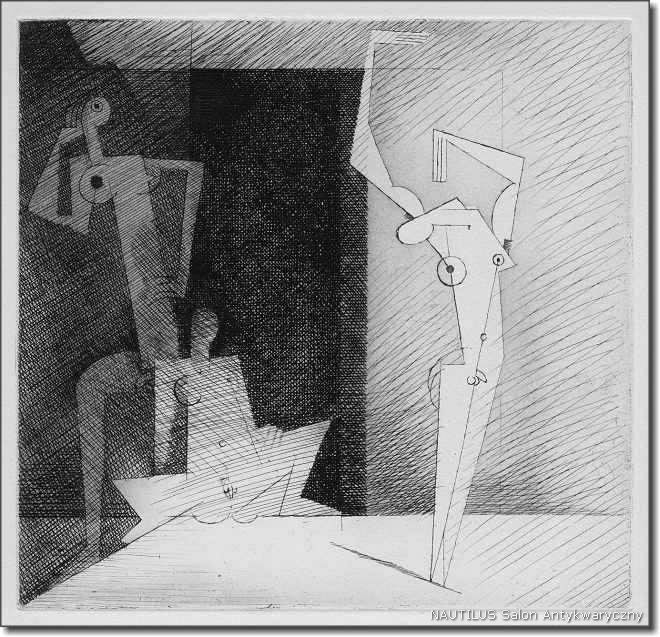
Leçon de danse (1933), etsning, 17,5 x 18 cm.

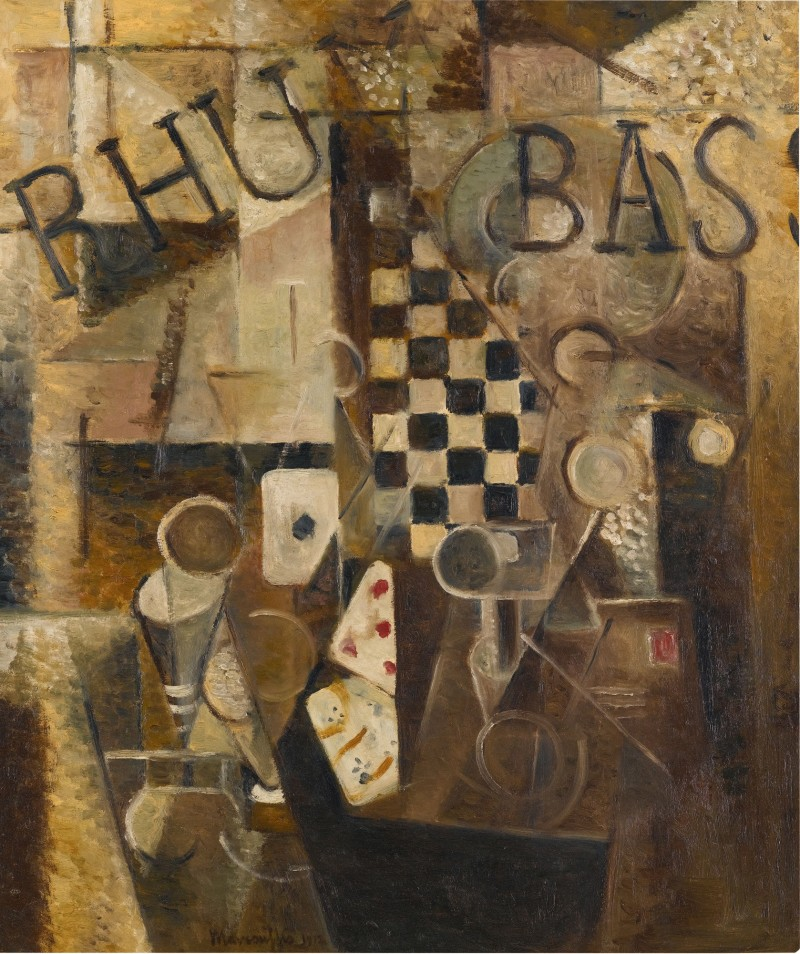
Nature morte au damier/rhum/bass (1912), olja på kartong nedlagd på duk, 55.9 x 47.3 cm.
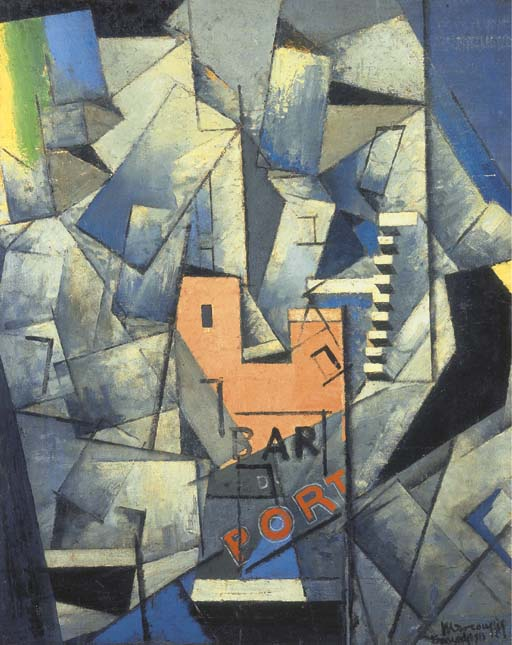
Le Bar du port (1913), olja på duk, 80.8 x 65 cm.
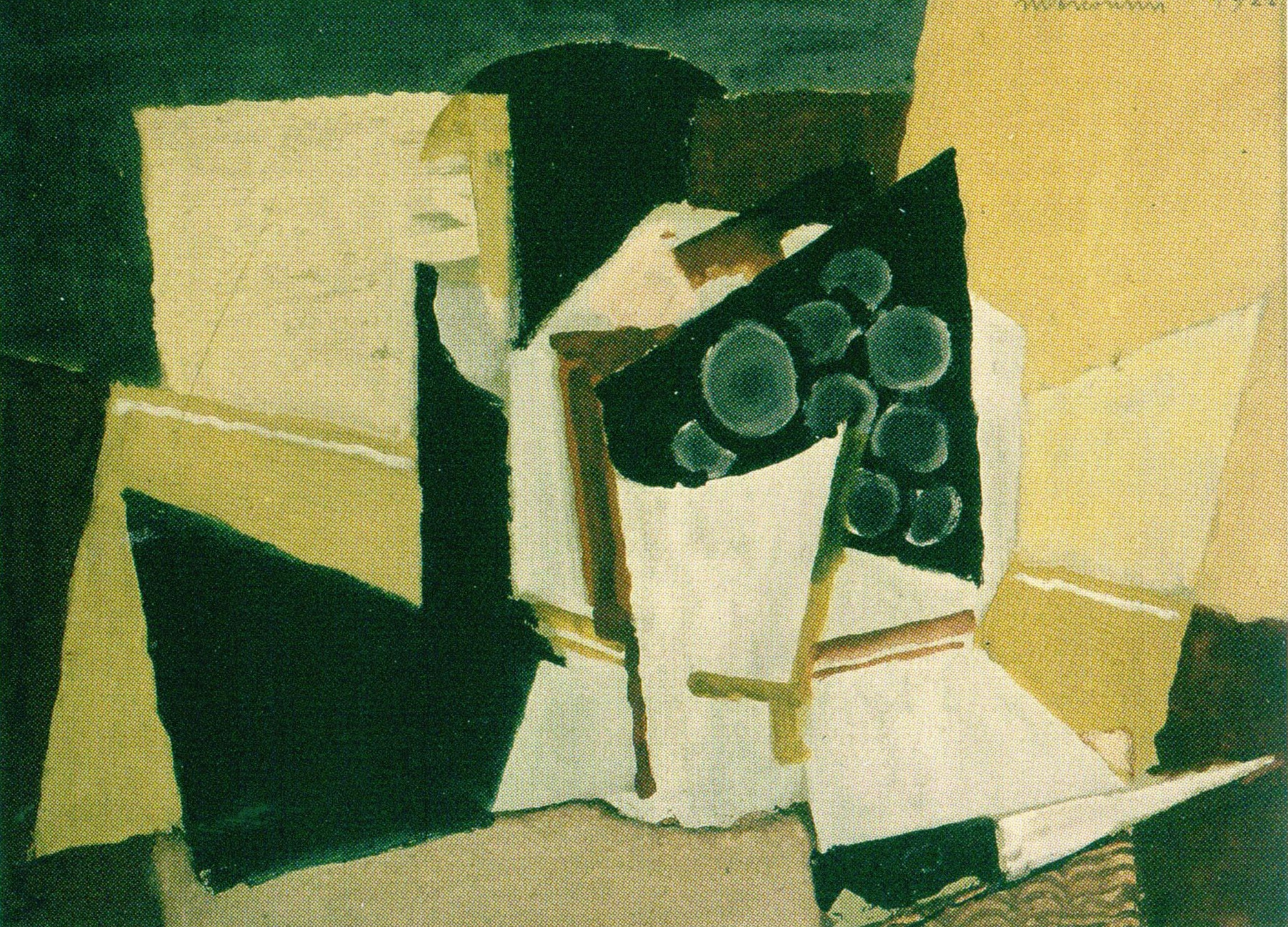
La Grappe de raisins (1920), gouache, 30,5 x 43 cm.
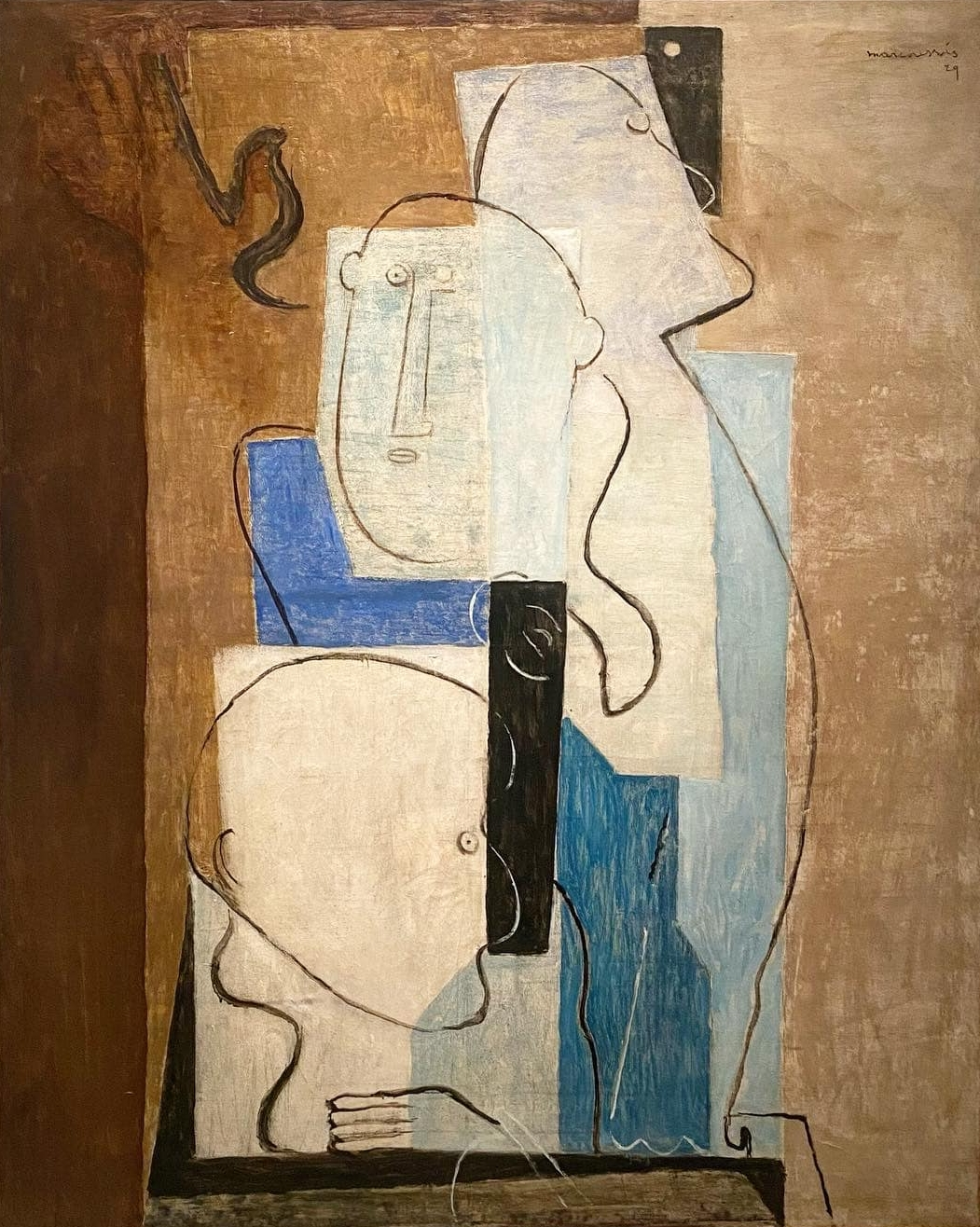
Les Trois poètes (1929), olja på duk, 162,5 x 130,5 cm, Centre Pompidou. De tre poeterna är André Salmon, Guillaume Apollinaire och Max Jacob.
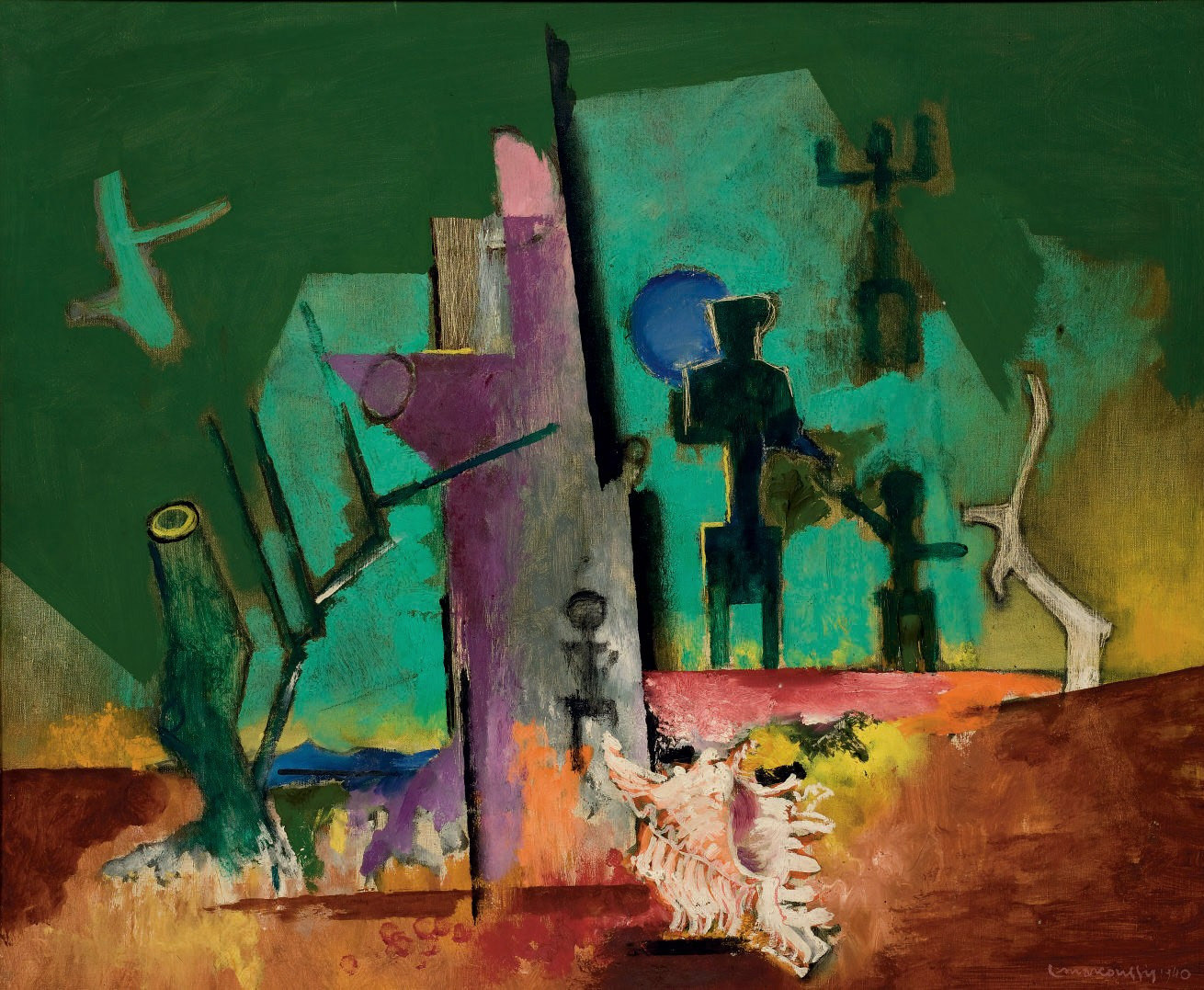
Composition au coquillage (1940), olja på duk, 54.1 x 65.3 cm.

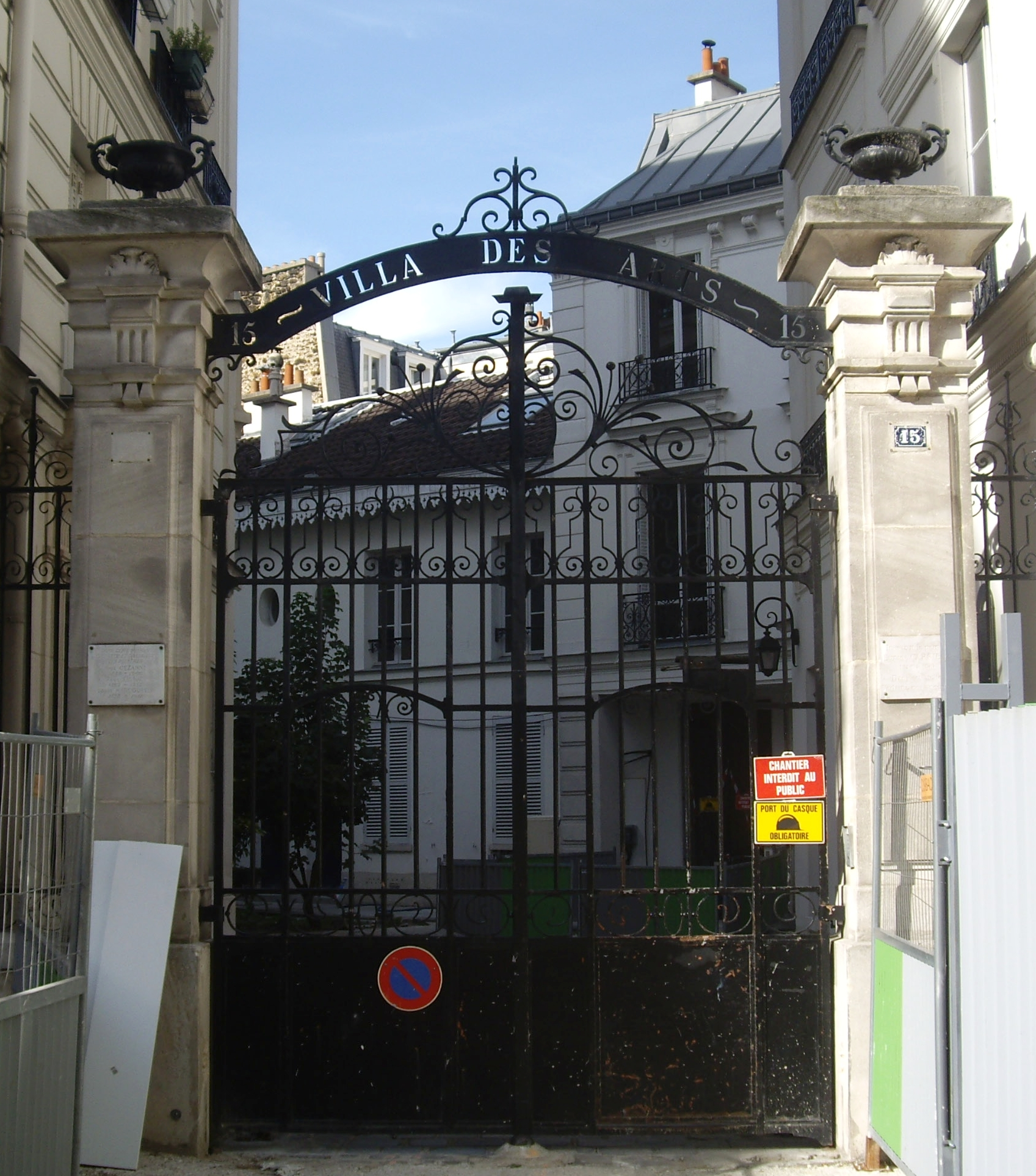
Foto taget 2010 av Villa des Arts, 15 rue Hégésippe-Moreau, Paris 18.
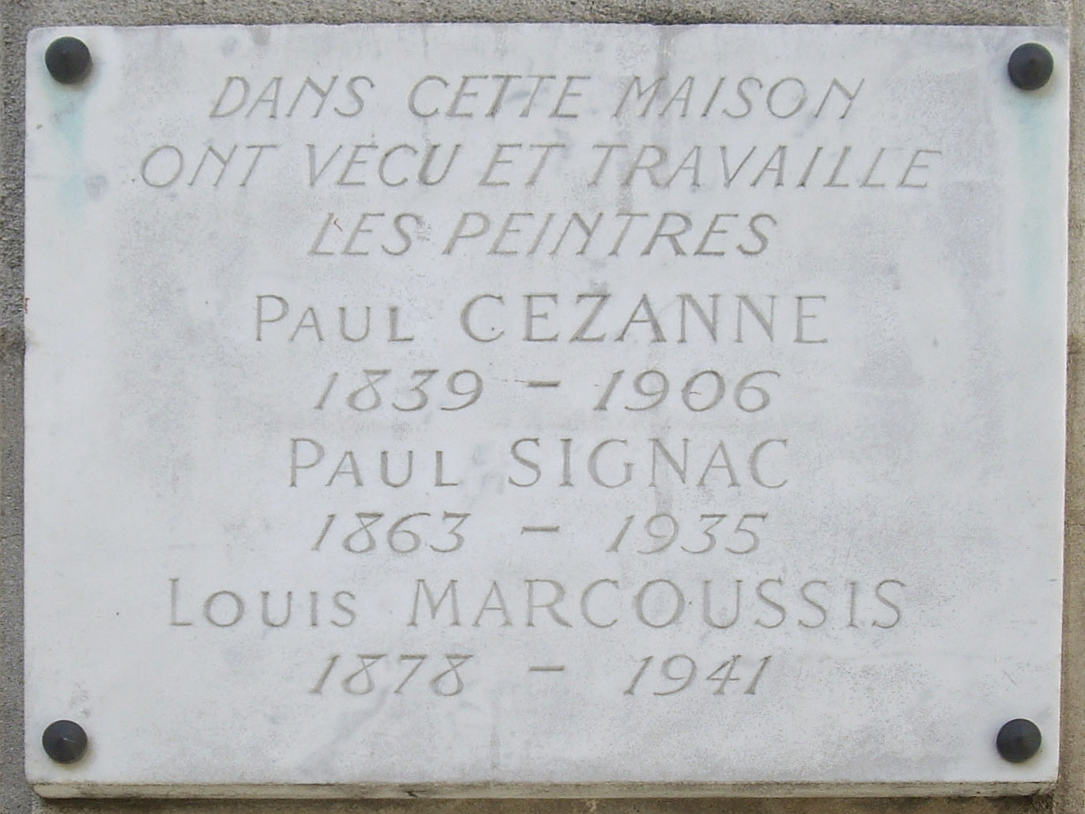
Plakett vid ingången till Villa des Arts: "I detta hus bodde och verkade målarna Paul Cezanne (1839-1906) Paul Signac (1863-1935) Louis Marcoussis (1878-1941)".

## Beslagtagna verk i Nazityskland och efterspel
1937 beslagtog propagandaministeriet vad som fanns av Marcoussis offentligt i Nazityskland, därför att det betraktades som entartete Kunst. Etsningen Le Comptoir (1921) ingick i grafikmappen Die Schaffenden årg. 3, mapp 4, utgiven i Berlin 1922, tillsammans med 39 andra verk av bland andra Max Pechstein, Otto Mueller, Karl Hofer och Alexander Archipenko. Mappen beslagtogs ur Universität Göttingens konstsamling. I protokoll från den tiden noterades att hela mappen blivit zerstört [förstörd]. I augusti 1937 beslagtogs även två akvareller av Marcoussis på Landesmuseum (fram till 1933 Provinzial-Museum) i Hannover, Geiger und Maske [utan årtal] och gouachen La Grappe de raisins (1920). Båda förvärvades i maj 1940 av konsthandlare Hildebrand Gurlitt ur det statliga lagret. Vart den förstnämnda akvarellen därefter tog vägen är okänt. Den andra däremot finns numera i privat ägo i Storbritannien efter en auktion i Berlin 2011. Den som då sålde La Grappe de raisins var Jen Lisitskij (1930–2016), son till den ursprungliga ägaren Sophie Lisitskij-Küppers (1891-1978) som hade överlåtit gouachen som lån till Provinzial-Museum i Hannover 1926. Det statliga beslagtagandet 11 år senare, följt av försäljningen 1940, hade med tiden blivit ett rättsärende, där målningen betecknades som stöldkonst. År 2000 restituerade Museum Ludwig gouachen till den ursprungliga ägarens arvinge sedan ärendet prövats rättsligt i åtta år.